# یوشیکازو گوتو
یوشیکازو گوتو (انگلیسی: Yoshikazu Goto؛ زادهٔ ۲۰ فوریهٔ ۱۹۶۴) بازیکن فوتبال اهل ژاپن است.
از باشگاه‌هایی که در آن بازی کرده‌است می‌توان به باشگاه فوتبال یوکوهاما، باشگاه فوتبال کونسادول ساپورو، و باشگاه فوتبال جف یونایتد ایچیهارا چیبا اشاره کرد.